# Wet van de remmende voorsprong
De wet van de remmende voorsprong is een fenomeen dat door Jan Romein in augustus 1935 is beschreven in zijn essay "De dialectiek van de vooruitgang",  in het tijdschrift Forum. Het fenomeen is in tal van omgevingen toepasbaar.
De wet stelt dat een voorsprong op een bepaald domein er vaak toe leidt dat er weinig stimulans is om verdere verbetering of vooruitgang op te zoeken, zodat men vroeg of laat wordt voorbijgestreefd. Door te berusten in een voorsprong wordt men geremd om nog verder te gaan.
Een bedrijf of organisatie, in het bijzonder uit de technologische sector, kan een product met grote innovatieve waarde ontwikkelen en commercialiseren, maar naderhand in de verleiding komen op de inkomsten te blijven teren en noodzakelijke investeringen voor innovatie veronachtzamen. Los van financiële en investeringsbelangen is het product vaak door verschillende ontwikkelingsfasen en "kinderziektes" gegaan waarvan het product (soms onzichtbaar) nog de littekens draagt. Concurrenten kunnen dan het eindstadium van het innovatieve product namaken en verder verbeteren zonder last te hebben van de nalatenschap van de groeifase. Hierdoor kunnen ze snel een groot marktaandeel overnemen. Industriële ontwikkelingen binnen de infrastructuur, logistiek en standaardisatie hebben ook een grote invloed op wisselingen van marktleiderschap.

## Voorbeelden

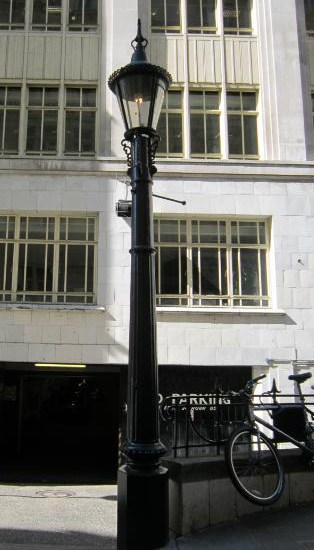
Een gaslantaarn in Londen, een van de oorspronkelijke voorbeelden die Romein aanhaalde in zijn opstel

Een van de voorbeelden die Romein in zijn oorspronkelijke publicatie aanhaalt, gaat over de straatverlichting van Londen. De auteur vraagt zich af waarom een stad met zo'n reputatie nog steeds verlicht wordt met gaslampen, terwijl andere steden elektrische straatverlichting hebben. Bij nader inzien ligt de verklaring voor de hand: Londen was een van de eerste steden die op grote schaal stadsverlichting invoerden op een moment dat de keuze voor gas voor de hand lag. Toen elektriciteit de bovenhand kreeg en in andere steden ingevoerd werd, voelde Londen niet direct de noodzaak om de bestaande, goed werkende maar verouderde infrastructuur aan te passen. Het sprak echter vanzelf dat elektrische lantaarns geplaatst werden als de gaslantaarns aan vervanging toe waren.
Een ander voorbeeld is het systeem voor kleurentelevisie. In Amerika werd in 1954 het systeem van de NTSC ingevoerd, voor die tijd een zeer geavanceerd systeem. In Europa kwam kleurentelevisie veel later, met de betere systemen PAL en SECAM. Voor de Amerikanen was het geen haalbare kaart om over te stappen naar een Europees systeem, want dan zouden alle zenders en ontvangers tegelijk vervangen moeten worden. Zelfs een geleidelijke aanpassing - als een NTSC-toestel defect is wordt het vervangen door een PAL-toestel - was niet mogelijk.

## Wet van de stimulerende achterstand
Een afgeleide van de wet van de remmende voorsprong is de wet van de stimulerende achterstand. De formulering van de laatste wet is niet als zodanig in het artikel van Romein terug te vinden. In 1980 schreef Erik van der Hoeven De wet van de stimulerende achterstand. Ook vóór die tijd werd deze term reeds gebruikt.
De wet van de stimulerende achterstand slaat doorgaans op een afwachtende houding in de toepassing van nieuwe technologie om de fase van hoge kosten en kinderziekten over te kunnen slaan. Bijvoorbeeld de berekenende traagheid in het grootschalig uitrollen van de opwekking van windenergie in Nederland.
Een verdergaande variant van de wet van de stimulerende achterstand is haasje-over (leapfrogging in het Engels): het versnellen van ontwikkeling door inferieure, minder efficiënte, duurdere of meer vervuilende technologieën over te slaan en direct over te gaan naar meer geavanceerde technologieën. Zo wordt bijvoorbeeld in grote delen van ontwikkelingslanden het aanleggen van landlijnen voor communicatie overgeslagen door het direct installeren van technologie voor mobiele communicatie. Vergelijkbare haasje-over ontwikkelingen vinden plaats op het gebied van de energievoorzieningen.